# Attilio Lombardo
Attilio Lombardo (Santa Maria la Fossa, 6 de janeiro de 1966) é um ex-futebolista italiano que atuava como ponta-direita. É atualmente auxiliar-técnico da Sampdoria, clube onde teve 2 passagens.
É um dos 6 jogadores que venceram o Campeonato Italiano por 3 times diferentes (Sampdoria, Juventus e Lazio), juntamente com Giovanni Ferrari, Filippo Cavalli, Pietro Fanna, Sergio Gori e Aldo Serena.
Durante sua carreira de atleta, era conhecido como Popeye (por sua semelhança com o personagem criado por E. C. Segar), Struzzo ("avestruz", em italiano - referência a seu ritmo de jogo, resistência e velocidade) e The Bald Eagle ("águia careca", em inglês) durante sua passagem pelo Crystal Palace, onde também chegou a ser treinador em 1998 e 1999

## Carreira em clubes
Revelado na base do Pergocrema, Lombardo se profissionalizou em 1983, quando o clube disputava a antiga Série C2 italiana. Em 1985, foi para a Cremonese, onde jogou por 4 temporadas antes de ser contratado pela Sampdoria em 1989, vencendo a Série A em sua temporada de estreia. Lombardo ainda conquistaria uma Copa da Itália, uma Supercopa e uma Taça dos Clubes Vencedores de Taças em 6 anos como jogador dos blucerchiati.
Em 1995, assinou com a Juventus, reencontrando seu ex-companheiro de equipe na Samp, Gianluca Vialli. Embora prejudicado por várias lesões em 2 anos na Vecchia Signora, Lombardo conquistou novamente uma Série A e uma Supercopa, além de ter vencido uma Copa Intercontinental, uma Liga dos Campeões da UEFA e Supercopa da UEFA, tendo disputado 51 partidas e marcado 4 gols em 2 anos pelo time de Turim.
Para a temporada seguinte, o ponta foi contratado pelo Crystal Palace por 1,6 milhão de libras, trazendo a seu lado o atacante Michele Padovano. Com um elenco fraco e tendo Lombardo como único destaque (jogou 24 partidas e marcou 4 gols, além de ter sido técnico interino por 1 mês e tendo o meia-atacante sueco Tomas Brolin como seu intérprete), as Águias terminaram caindo para a segunda divisão inglesa na condição de lanterna. Ele ainda chegou a disputar mais 24 jogos (somando todas as competições) como jogador-treinador antes de voltar à Itália para assinar com a Lazio. Em final de carreira, Lombardo foi bastante ativo nos bastidores da equipe romana, jogando apenas 33 partidas na Série A e conquistando o título de 1999–00, além de vencer novamente a Copa nacional, a Supercopa Italiana, a Supercopa da UEFA e a última edição Taça dos Clubes Vencedores de Taças. Voltou à Sampdoria em 2001, encerrando a carreira um ano depois.

## Carreira internacional
Lombardo atuou em 18 jogos pela Seleção Italiana entre 1990 e 1997, marcando 3 gols. Embora tivesse participado das eliminatórias para as Eurocopas de 1992 (onde a Squadra Azzurra não se classificou) e 1996 e das Copas do Mundo de 1994 e 1998, ele não foi convocado para as 3 últimas competições, prejudicado pela concorrência com outros atletas de sua posição, como Roberto Donadoni, Angelo Di Livio, Gianluca Pessotto e Francesco Moriero, e também por problemas físicos.

## Pós-aposentadoria
Depois da experiência como jogador-treinador do Crystal Palace, Lombardo seguiu na Sampdoria como técnico das categorias de base até 2006, quando fez sua reestreia como treinador principal no Chiasso, equipe da segunda divisão suíça. Permaneceu até maio de 2007, quando deixou o cargo alegando falta de motivação. Treinou ainda Castelnuovo, Legnano e Spezia.
Passou a trabalhar como auxiliar-técnico em 2010, quando se juntou à comissão técnica de Roberto Mancini no Manchester City, chegando a comandar o time Sub-21 dos Citizens por um ano. Foi ainda assistente no Galatasaray, Schalke 04, Torino e Seleção Italiana antes de retomar a carreira de treinador na equipe Sub-20 da Squadra Azzurra. Ele ainda chegou a trabalhar ao lado de Mancini na Arábia Saudita antes de retornar à Sampdoria, desta vez como auxiliar de Alberico Evani.

## Vida pessoal
Seu filho, Mattia, também seguiu carreira de jogador (atuava como meio-campista) e foi revelado nas categorias de base da Sampdoria em 2011, jogando uma partida pelo time principal.

## Títulos
Sampdoria
- Série A: 1990–91
- Copa da Itália: 1993–94
- Supercopa da UEFA: 1991
- Taça dos Clubes Vencedores de Taças: 1989–90

Juventus
- Série A: 1996–97
- Supercopa da Itália: 1995
- Liga dos Campeões da UEFA: 1995–96
- Supercopa da UEFA: 1996
- Copa Intercontinental: 1996

Lazio
- Série A: 1999–2000
- Copa da Itália: 1999–2000
- Supercopa da Itália: 2000
- Taça dos Clubes Vencedores de Taças: 1998–99
- Supercopa da UEFA: 1999